# 塔翁莱孚日 (旧市镇)
塔翁莱孚日（法語：Thaon-les-Vosges，法語發音：[taɔ̃ le voʒ]）是法国大东部大区孚日省的一个旧市镇，位于该省中部，省会埃皮纳勒市区以北，属于埃皮纳勒区和埃皮纳勒城市圈公共社区。2016年1月1日，塔翁莱孚日与市镇翁库尔和日尔蒙合并为新市镇卡帕沃尼尔孚日（Capavenir Vosges），并成为新市镇的政府驻地。2022年起，新市镇恢复“塔翁莱孚日”一名。

## 地理
塔翁莱孚日（48°15'2"N, 6°25'12"E）面积11.7 平方千米，位于法国大東部大區孚日省，该省份为法国东北部内陆省份，北起默兹省和默尔特-摩泽尔省，西接上马恩省，南至上索恩省和贝尔福地区省，东临上莱茵省和下莱茵省。
与塔翁莱孚日接壤的市镇（或旧市镇、城区）包括：伊涅。
塔翁莱孚日的时区为UTC+01:00、UTC+02:00（夏令时）。

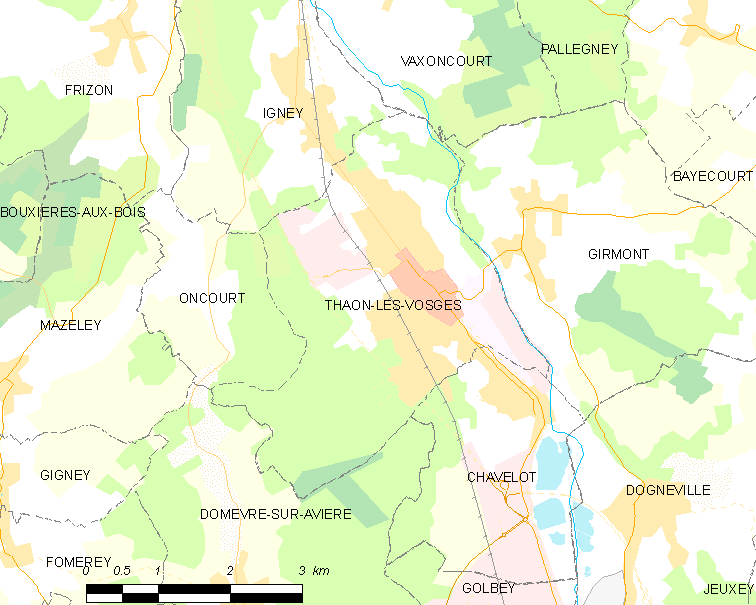
塔翁莱孚日的OSM定位图

## 行政
塔翁莱孚日的邮政编码为88150，INSEE市镇编码为88465。

## 政治
塔翁莱孚日所属的省级选区为戈尔贝县。

## 人口

1962-2008年间塔翁莱孚日人口变化图示

塔翁莱孚日于2018年1月1日时的人口数量为7553人。